# Andrenosoma xanthocnemum
Andrenosoma xanthocnemum là một loài ruồi trong họ Asilidae. Andrenosoma xanthocnemum được Wiedemann miêu tả năm 1828. Loài này phân bố ở vùng Tân nhiệt đới và Tân Bắc giới.